# Healesville
Healesville är en ort i Australien. Den ligger i kommunen Yarra Ranges och delstaten Victoria, omkring 52 kilometer öster om delstatshuvudstaden Melbourne.
Närmaste större samhälle är Lilydale, omkring 18 kilometer sydväst om Healesville.
I omgivningarna runt Healesville växer i huvudsak städsegrön lövskog. Runt Healesville är det ganska glesbefolkat, med 38 invånare per kvadratkilometer. Genomsnittlig årsnederbörd är 1 391 millimeter. Den regnigaste månaden är juni, med i genomsnitt 161 mm nederbörd, och den torraste är januari, med 57 mm nederbörd.